# Leon Battista Alberti
Leon Battista Alberti (Genua, 18 februari 1404 — Rome, 25 april 1472) was een Italiaanse schilder, dichter, taalkundige, filosoof, cryptograaf, musicus en architect uit de Italiaanse renaissance. Zijn leven werd beschreven in de Vite van Giorgio Vasari.

## Leven
Alberti werd geboren als een van twee bastaardzonen van de door de republikeinse regering van de Albizzi's uit zijn vaderstad verbannen Florentijnse koopman, Lorenzo Alberti, en de Bolognese weduwe Bianca Fieschi. Op het moment van zijn geboorte woonde zijn vader in Genua, maar kort daarna verhuisde de familie naar Venetië. Daar werkte zijn vader bij de bank van zijn broer. Lorenzo hertrouwde in 1408. Zijn moeder stierf niet zo heel lang daarna bij een pestepidemie. 
Alberti ontving het beste onderwijs dat voor een Italiaanse artistocraat beschikbaar was. Vanaf ongeveer 1414 tot 1418 bestudeerde hij de klassieken op de beroemde school van Gasparino Barzizza. Daarna studeerde hij Grieks en Latijn aan de universiteit van Padua. Later studeerde hij rechten aan de universiteit van Bologna. Deze studies hielpen hem later aan een carrière bij de pauselijke curie. 
Op zijn twintigste schreef Alberti zijn eerste komedie, Philodoxeos. Al snel begaf hij zich in de humanistische kringen van Padua en Bologna. Hij ontmoette er de toekomstige humanistische paus Nicolaas V, die later zijn werkgever zou worden. 
Toen rond 1428 de ballingschap van zijn familie opgegeven werd, keerde Alberti terug naar Florence. Hij leerde er Brunelleschi kennen, een andere belangrijke architect in die tijd. In 1430 verhuisde Alberti naar Rome, waar hij de ruïnes uit de Klassieke Oudheid nauwkeurig bestudeerde. 
In 1434 ging hij opnieuw naar Florence en begon er aan het eerste van zijn drie belangrijkste traktaten, De Pictura. In de jaren 1440 interesseerde Alberti zich voor architectuur en waarschijnlijk begon hij toen aan zijn tweede traktaat, De Re Aedificatoria. Deze 10 boeken over architectuur vormden zijn grootste theoretische werk. In 1452 presenteerde hij een versie aan Paus Nicolaas V, maar vermoedelijk bleef hij eraan werken tot zijn dood. Het is niet duidelijk wanneer Alberti De Statua, zijn derde traktaat over de visuele kunsten, geschreven heeft. 
Zijn eerste bouwwerken dateren van de jaren 1450: Palazzo Rucellai in Florence en de verbouwing van een kerk in opdracht van Sigismondo Malatesta  in Rimini. Tegen het einde van zijn leven was Alberti bezig met het ontwerp van twee kerken, de San Sebastiano en Sant'Andrea te Mantua. Deze waren van groot belang voor de toekomstige kerkenbouw. Alberti stierf in 1472, de bouw van de S. Andrea was toen nog niet begonnen.

## Culturele context
In de vijftiende eeuw was de renaissance in Italië volop aan de gang. De renaissancistische visie was gebaseerd op de spirituele en intellectuele autonomie van het individu en op de kracht van de menselijke rede. Dit idee ontstond geleidelijk aan uit de humanistische gedachte die de mens centraal stelde.
Florence, een van de meest ontwikkelde steden van Europa op economisch, intellectueel en artistiek vlak, maakte rond 1420 kennis met de renaissance. Brunelleschi combineerde er toen wetenschappelijk rationalisme met een nieuwe vormentaal. Met zijn bouwwerken kreeg de stad haar renaissancistische uitzicht. 
Alberti onderscheidde zich door zijn literaire achtergrond van Brunelleschi en andere voorgangers, die eerder vakmannen waren. Hij nam dan ook vaak afstand van de constructieve aspecten van zijn ontwerpen en liet die over aan andere architecten. 
Alberti’s carrière viel samen met stedelijke transformaties in Italië. Belangrijke machthebbers in steden als Mantua en Urbino vonden cultureel erfgoed essentieel om hun status te laten gelden. Zij steunden de nieuwe vormen van architectuur en kunst. Al snel werd Alberti aan de hoven van deze machthebbers een gewaardeerd adviseur. Hij werd gevraagd voor verschillende grote projecten door onder andere Sigismondo Malatesta uit Rimini, Federigo de Montefeltro  uit Urbino en Giovanni Rucellai uit Florence.

## Architectuur

### Florence
- Façade Palazzo Rucellai. Dit project voor de familie Rucellai, waarbij een nieuwe gevel voor verschillende huizen werd geplaatst, ving vermoedelijk aan rond 1457. Opmerkelijk is dat dit palazzo indruist tegen het toen gangbare beeld van de vijftiende-eeuwse Medici-paleizen. Zo is bijvoorbeeld de rustificatie minder uitgesproken. Er is compensatie door drie banden van pilasters die de ramen en deuren kaderen. Hoewel het Medici-model gangbaar bleef in Florence, is dit paleis zeker van grote invloed geweest. Hier plaatst men vraagtekens bij de naam van Alberti als architect.
- Façade van de Santa Maria Novella. Opnieuw een Rucellai-project. Alberti vulde het bestaande deel uit de dertiende eeuw aan. Er wordt gesuggereerd dat Alberti sommige van de Gotische vormen van het onderste deel gebruikte, telkens goed overwogen, om zo met de oude stijl te compromitteren of die zelfs te reconstrueren. Bijzonder is de methode van Alberti: hij relateert de verschillende delen aan elkaar door simpele numerieke verhoudingen. Als module wordt een groot vierkant gebruikt waarin de hele façade beschreven kan worden.

### Rimini
- San Francesco-kerk (Tempio Malatestiano). Meestal wordt hier het begin van Alberti’s carrière als architect gesitueerd. De kerk werd herbouwd vanaf 1446 in opdracht van Sigismondo Malatesta, met de intentie een herinnering te maken aan zichzelf, zijn vrouw Isotta en de leden van zijn hof. Dat bij het herbouwen van de kerk de glorie van God een secundaire gedachte was, is duidelijk. Alberti’s ontwerp voor de façade van de kerk was dan ook gebaseerd op de klassieke triomfboog. De boog van Constantijn diende Alberti waarschijnlijk als model, al zijn er ook vele details direct uit de boog van Augustus overgenomen. De kerk werd echter niet afgewerkt, maar Alberti’s intenties konden afgeleid worden uit het reeds gebouwde deel, de briefwisseling tussen Alberti en diens assistent Matteo de’ Pasti, alsook uit een medaille van Matteo de’ Pasti. Alberti’s ontwerp was erg klassiek, toch liggen de details van Tempio Malatestiano dichter bij de Venetiaanse Gotische vorm, die beter gekend was bij Matteo.

### Mantua
- San Sebastiano. De bouw van de San Sebastiano begon in 1460. Toen Alberti in 1472 stierf, was het werk nog niet voltooid. Als gevolg hiervan zijn veel van Alberti’s oorspronkelijke ideeën verloren gegaan. Het bouwplan was gebaseerd op een Grieks kruis.
- Sant'Andrea. In tegenstelling tot de San Sebastiano, is het bouwplan van de Sant'Andrea gebaseerd op een Latijns kruis. Deze kerk werd slechts twee jaar voor de dood van Alberti ontworpen. Een assistent van Alberti bekommerde zich verder om de bouw, maar grote delen van de kerk waren nog niet afgewerkt tot de achttiende eeuw. Opnieuw zijn er sterke vermoedens dat wijzigingen aan de ideeën van Alberti in het werk slopen. Opmerkelijk is dat in de Sant'Andrea geen zijbeuken zijn (zoals bijvoorbeeld wel het geval is in de twee Florentijnse kerken van Brunelleschi). Het ontwerp is gebaseerd op Romeinse prototypes, de Thermen van Diocletianus en de Basilica van Constantijn. Er is een enorm schip met een tongewelf, begrensd door kapellen.

## Traktaten

Opere volgari, 1843

### Artistiek
- De Re Aedificatoria

De Re Aedificatoria bevat de eerste samenhangende theorie over het gebruik van de vijf zuilenordes sinds de oudheid. De architectura libri decem van Vitruvius was duidelijk model voor dit traktaat. 
Toch verschilt de intentie van de twee werken. Vitruvius bekommerde zich voornamelijk om het opstellen van wetmatigheden en het beschrijven van gebouwen die de lezer ook daadwerkelijk kon bezichtigen. Alberti baseerde zich op ruïnes of bouwwerken die overgeleverd waren via oude literatuurbronnen. Opvallend is dat in De Re Aedificatoria geen specifieke gebouwen uit Alberti’s tijd worden vermeld. Uit teksten en ruïnes werd een nieuwe architectuur gedefinieerd, met als ultieme criterium de natuur. 
Opmerkelijk is dat Alberti schrijft als een republikeins schrijver. Zo worden kerken beschreven als tempels en wordt naar de oude Romeinen gerefereerd met ‘patres nostri’ (onze voorouders). Desalniettemin schrijft en denkt Alberti binnen een christelijk raamwerk.
Algemeen wordt aangenomen dat De Re Aedificatoria niet in een continue redactie werd geschreven. Zo wordt vaak verwezen naar de inleiding van boek 6, waar Alberti zijn werk zou onderbroken hebben of een nieuwe start genomen hebben met tweede gedachten. Vermoed wordt dan ook dat Alberti aan dit werk schreef tot zijn dood.
De Re Aedificatoria werd geschreven in 1450, maar werd pas voor het eerst gepubliceerd in 1486, na Alberti’s dood. Angelo Poliziano schreef een inleiding, die gericht werd tot Lorenzo de’ Medici, de feitelijke leider van Florence.
- De Pictura

Dit traktaat handelt over de theoretische basis van de schilderkunst en is toegewijd aan Brunelleschi, Donatello, Ghiberti, Luca della Robbia en Masaccio. Met uitzondering van Masaccio, allemaal kunstenaars die toen op het hoogtepunt van hun carrière waren. In 1434 begon Alberti te Florence aan dit werk, om het in 1435 af te werken. Het toont Alberti’s wetenschappelijke interesse voor problemen van proportie en perspectief. 
- De Statua

Men weet niet precies wanneer dit werk werd samengesteld. Belangrijk is allereerst de titel goed te interpreteren; het betreft hier niet een beschrijving van de sculpturale vorm in het algemeen, maar simpelweg de representatie van het menselijk lichaam door een standbeeld. Het voornaamste doel van dit traktaat is technische procedures voorstellen om de beeldhouwer te helpen.
Let wel: net zoals De Pictura niet leert schilderen, leert De Statua noch het menselijk lichaam beeldhouwen, noch de beste poses kiezen, noch expressie geven aan het gezicht. Het werk voorziet een methode voor de kunstenaar om een technisch probleem te overwinnen: het weergeven van een driedimensionaal object. Alberti komt hier meer naar voor als ingenieur dan als artiest.

### Technisch
Naast artistieke traktaten schreef Alberti ook enkele technische traktaten. Voorbeelden hiervan zijn De Iure, Grammatichetta, De Equo animante, Descriptio Urbis Romae, Ex Ludis Rerum Mathematicarum, Trivia Senatoria, De Cifris.

## In Nederlandse vertaling
- Honderd fabels, vert. Patrick Lateur, 2003, ISBN 9789076895369
- De schilderkunst. Het standbeeld, vert. Lex Hermans, 2011, ISBN 9789085066286
- Over de bouwkunst, vert. Gerard Bartelink, 2011, ISBN 9789085065739